# Christophe Métais
Pour les articles homonymes, voir Métais.
Christophe Métais, né le 3 novembre 1967 à Parthenay, est un footballeur français. 
Ce milieu défensif prometteur voit sa carrière écourtée par une blessure. Il est champion de France avec l'AS Monaco en 1988.

## Biographie
Venu de Niort mais formé à l'AS Monaco, Métais débute en équipe première en 1987-1988. À 20 ans, il dispute 17 matchs et participe pleinement au titre de champion de France. En fin de saison il est sélectionné en équipe de France espoirs pour disputer le tournoi de Toulon où il est titulaire au côté de Didier Deschamps, David Zitelli, David Ginola, la France remporte la compétition en s'imposant en finale sur l'Angleterre sur le score de quatre buts à deux.
Barré les saisons suivantes par un effectif clinquant et handicapé par des blessures à répétition, il joue moins, malgré un prêt convaincant au FC Martigues en 1989-1990, en D2. Après deux saisons quasi blanches, il est finalement contraint à 25 ans de mettre un terme à sa carrière de joueur.

## Palmarès
- Champion de France en 1988 avec l'AS Monaco.
- Vainqueur du tournoi de Toulon en 1988 avec l'équipe de France espoirs de football.